# De Groeve (kanaal)

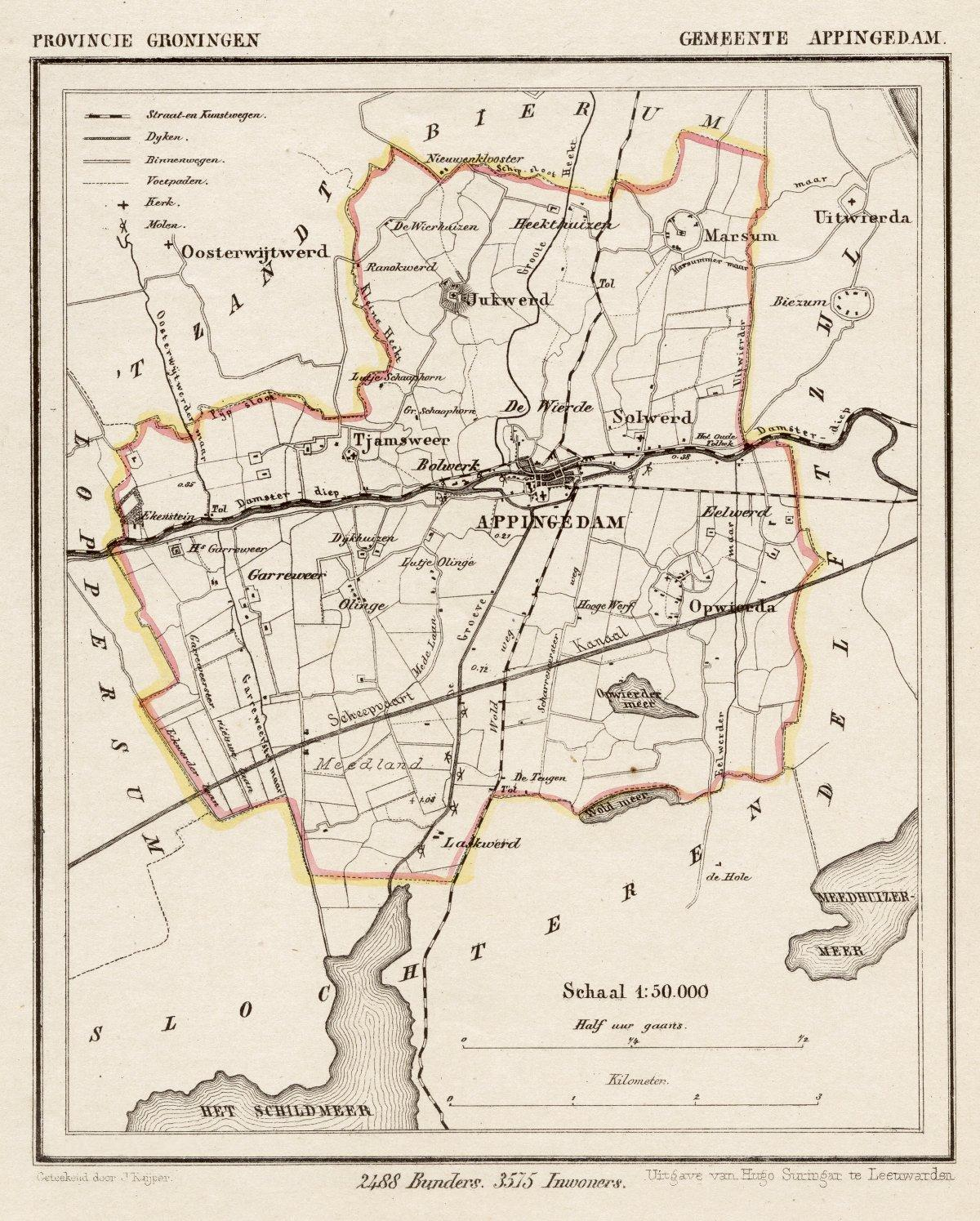
De gehele loop van het kanaal op een kaart van de gemeente Appingedam uit ca. 1865.

De Groeve, vroeger ook Schildgroeve of Damstermaar, is een kanaal in de provincie Groningen dat van het Schildmeer tot Appingedam loopt.
De Groeve is mogelijk kort na 1300 aangelegd om de afwatering van het Schildmeer naar het Damsterdiep te vergemakkelijken. Men doorkruiste daarmee de loop van een oudere waterloop die later bekend stond als Bolhamstersloot of Olde Maar. De bocht in De Groeve volgt vermoedelijk een meander van het Olde Maar.
Door de aanleg van het Eemskanaal (1866 - 1876) is het gedeelte tussen dit kanaal en het Damsterdiep voor de afwatering overbodig geworden. Dit gedeelte van De Groeve was vanaf toen enkel nog van belang voor de scheepvaart. Het Afwateringskanaal van Duurswold, dat in 1871 gereed kwam nam de rest van de afwatering van Duurswold over.
Het zuidelijke gedeelte, gelegen binnen het waterschap Hunze en Aa's heeft de naam De Groeve behouden. Hierin ligt de schutsluis Groevesluis Zuid. Het noordelijke deel heet De Groeve-Noord en ligt in het waterschap Noorderzijlvest. Hierin ligt de Groevesluis Noord. Beide delen hebben een ander waterpeil hebben dan het Eemskanaal.
Tussen 1955 en 1970 was aan de Groeve (westzijde) "Scheepswerf Appingedam v/h A. Apol" gevestigd.
De Groeve moet niet worden verward met het Olde Damstermaar bij Ten Boer, een voorloper van het Damsterdiep.

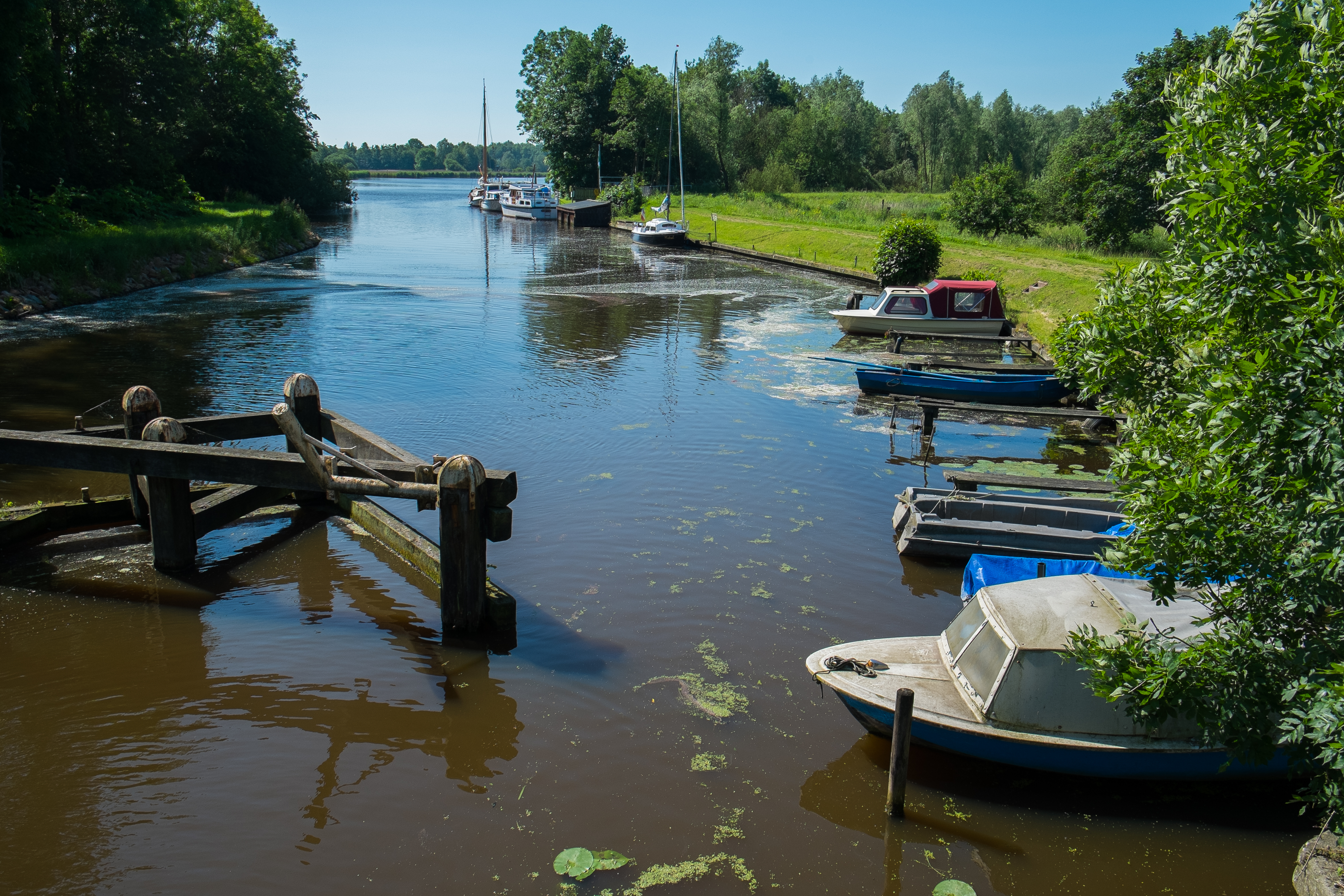
Instroom van het Schildmeer (achtergrond) in De Groeve
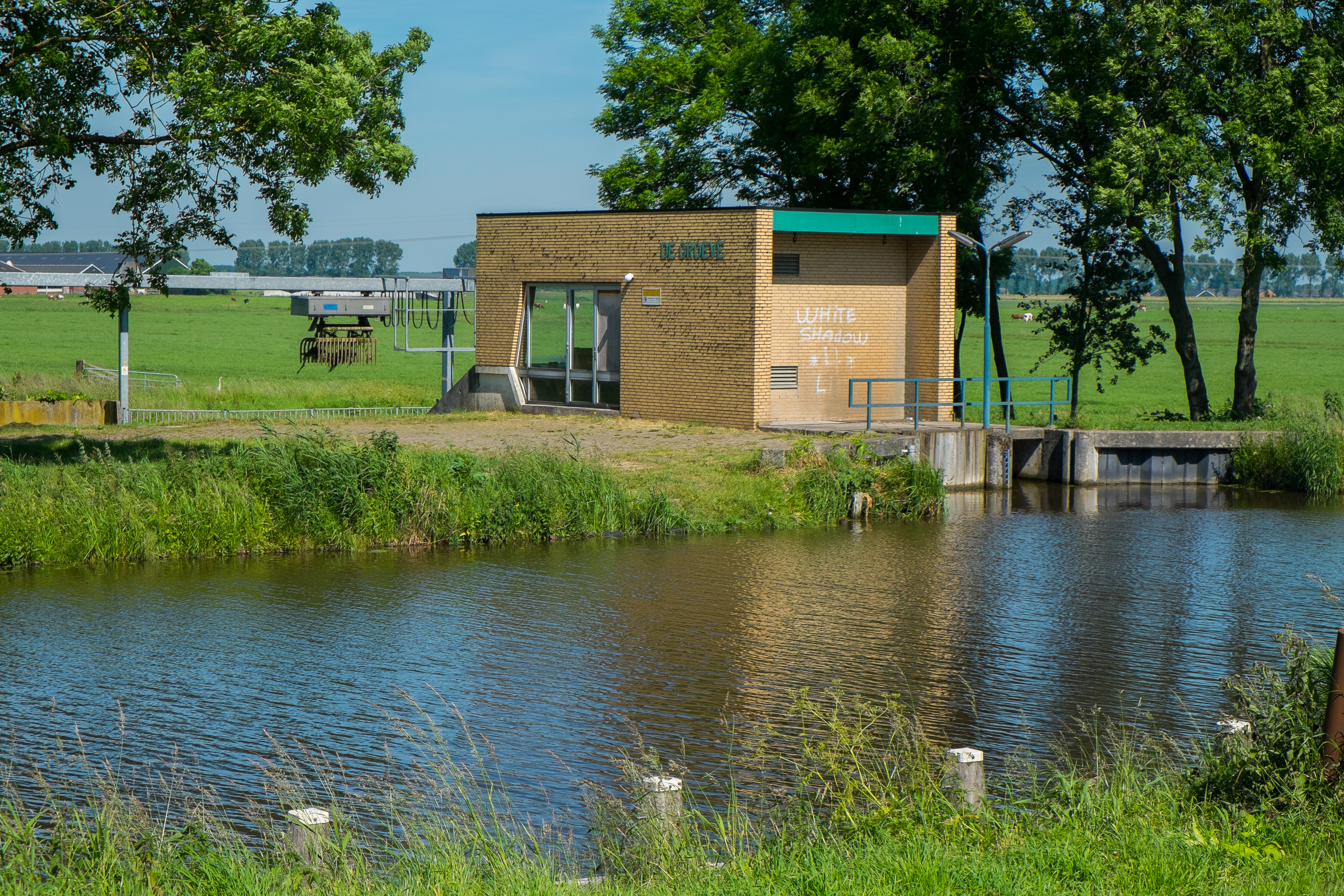
Gemaal De Groeve aan de instroom van de Tatjemaar in het kanaal (voorgrond), iets ten noorden van het Schildmeer.
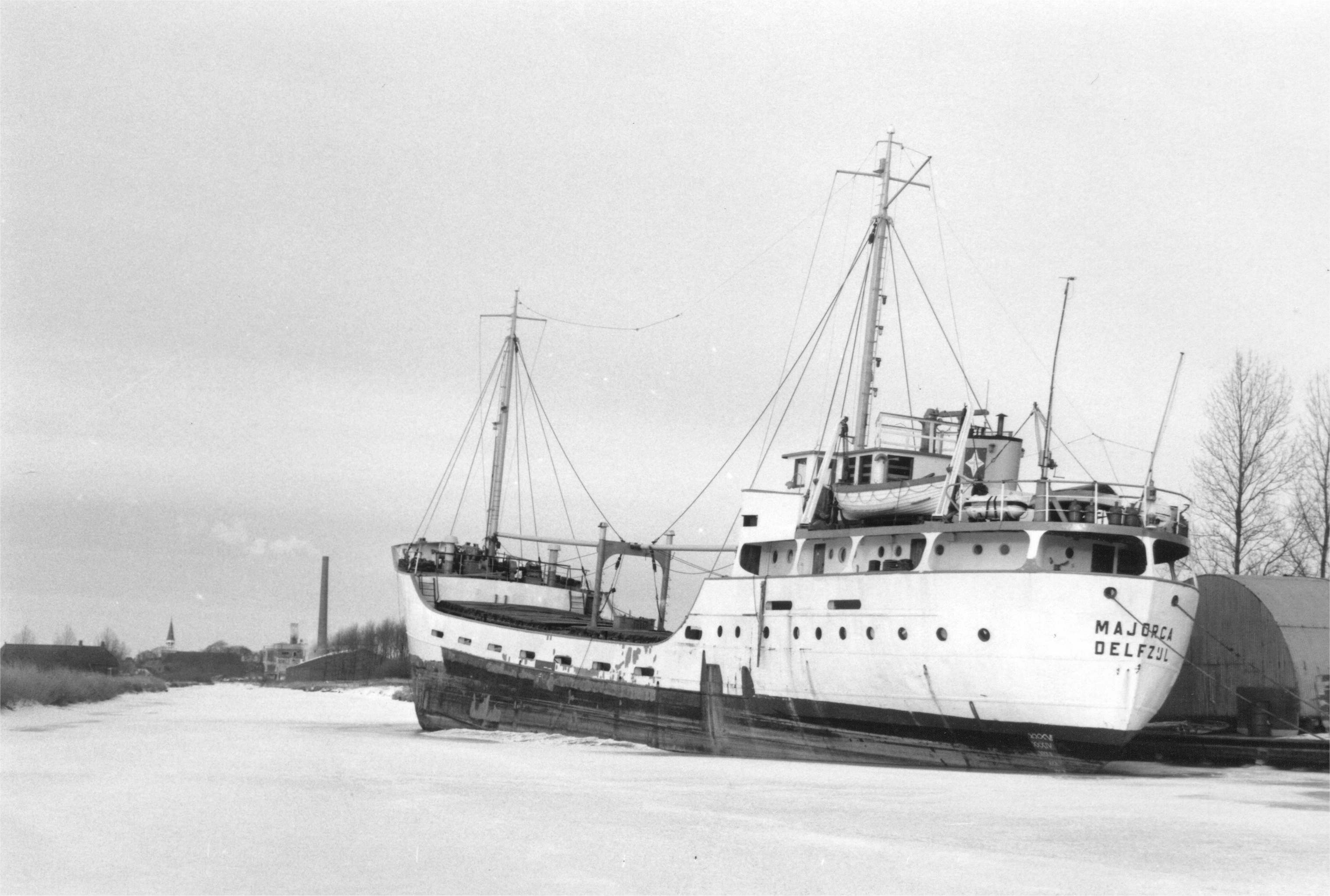
Kustvaarder Majorca opgelegd in De Groeve, gedurende de strenge winter van 1979